# Henry Clews
Henry Clews (1836 – 1er février 1923) est un banquier new-yorkais du XIXe siècle resté célèbre pour ses spéculations immobilières et boursières.

## Biographie
Henry Clews est né en 1836 à Staffordshire, Angleterre, et immigra aux États-Unis en 1853, à l'âge de seulement 17 ans, pour travailler dans une société d'importation de laine. Il a fait ses débuts dans la finance au moment de la Panique de 1857 puis a fondé sa propre banque en 1859, Livermore, Clews, and Company, qui devint l'une des trois principales pour la négociation des obligations permettant de financer la Guerre de Sécession. 
Avec William M. Tweed (1823–1878) il a  multiplié les opérations immobilières spéculatives dans l'Upper East Side, à Yorkville et Harlem, en utilisant l'aqueduc de Croton.  
Lors de la crise bancaire de mai 1873, la banque d'Henry Clews est obligée de fermer ses portes, après avoir été déjà affaiblie en 1872 par le scandale de la faillite du Credit Mobilier of America, fondé sur le modèle du Crédit foncier de France, par George Francis Train et Thomas Clark Durant, vice-président de l'Union Pacific Railroad. Révélé par le New York Sun, le scandale fait baisser les actions.
Sa banque ferme ses portes le 24 septembre, après avoir reversé 1,25 million de dollars à ses déposants, avant d'être relancée en 1877, avec l'achat des immeubles de Broad Mills, en face de Wall Street, puis de subir une faillite en 1878. Clews devient alors un banquier d'affaires, réputé pour la sagacité de son jugement.

## Vie privée
Il s'est marié avec Lucy Madison Worthington descendante du président américain James Madison. Ils eurent deux enfants : Elsie Worthington Clews (en) et Henry Clews Junior (en) (1876–1937), artiste sculpteur et peintre.